# Kraska (zwyczajna)
Kraska (zwyczajna), kraska pospolita, siwka (Coracias garrulus) – gatunek średniej wielkości ptaka wędrownego z rodziny krasek (Coraciidae).

## Występowanie
Zamieszkuje południową, środkową i wschodnią Europę, zachodnią, środkową i południową Azję do Himalajów i Ałtaju oraz północno-zachodnią Afrykę. Do niedawna dość licznie gnieździła się w zachodniej Europie, ale od paru dekad liczba tych ptaków i ich gniazd wyraźnie maleje. W niektórych krajach wyginęła już całkowicie. Stary kontynent jest jednak miejscem, gdzie lęgnie się ich najwięcej. Centrum populacji lęgowej znajduje się gdzieś w europejskiej części Rosji i na Ukrainie. W trakcie swoich wędrówek kieruje się na sawanny Afryki Subsaharyjskiej, gdzie ma swoje zimowiska. Niektóre z nich zalatują nad Zatokę Gwinejską lub na samo południe Afryki. Przeloty IV–V i VIII–IX. Wyróżnia się 2 podgatunki.
W Polsce to jeden z najbarwniejszych ptaków. Dawniej pospolity, a obecnie skrajnie nieliczny ptak lęgowy we wschodniej połowie kraju, na zachodzie wymarły. Najczęściej widywana w południowej Lubelszczyźnie, Równinach Kurpiowskiej i Mazurskiej, na Podlasiu, w Puszczach Kozienickiej i Białej oraz w Kotlinie Sandomierskiej. Jesienne odloty mają miejsce we wrześniu lub październiku, przylatuje wiosną na przełomie kwietnia i maja.
Jeszcze w latach 70. XX w. kraska występowała w większości kraju, po czym zaczęła się wycofywać z zachodnich regionów, aż tam zanikła. W połowie lat 80. całą krajową populację szacowano na 500–600 par, na początku lat 90. – 360–380 par, w 1998 r. 112–133 par, w latach 2010–2012 – 25–47 par, w 2019 r. już tylko 13 par, a w 2024 roku stwierdzono zaledwie 4 pary. Średnie tempo spadku liczebności populacji od roku 2010 wynosiło 12%. Obecne populacje nadal się zmniejszają i z każdym rokiem grozi im coraz bardziej całkowite wyginięcie.

## Podgatunki
Wyróżnia się 2 podgatunki:
- C. g. garrulus – północno-zachodnia Afryka, południowo-zachodnia, południowo-środkowa i wschodnia Europa, Azja Mniejsza na wschód przez północno-zachodni Iran po południowo-zachodnią Syberię; zimuje w Afryce na południe od Sahary.
- C. g. semenowi – Irak i Iran (poza częścią północno-zachodnią) na wschód po Kaszmir, na północ po Turkmenistan, środkowy Kazachstan i być może północno-zachodnie Chiny; to prawdopodobnie ten podgatunek odbywa lęgi na wschodnim krańcu Półwyspu Arabskiego. Zimuje we wschodniej części Afryki Subsaharyjskiej. Podgatunek różni się od nominalnego szarawym nalotem na głowie, szyi i piersi, sprawiając wrażenie mniej kontrastowo ubarwionego.

## Charakterystyka

### Cechy gatunku

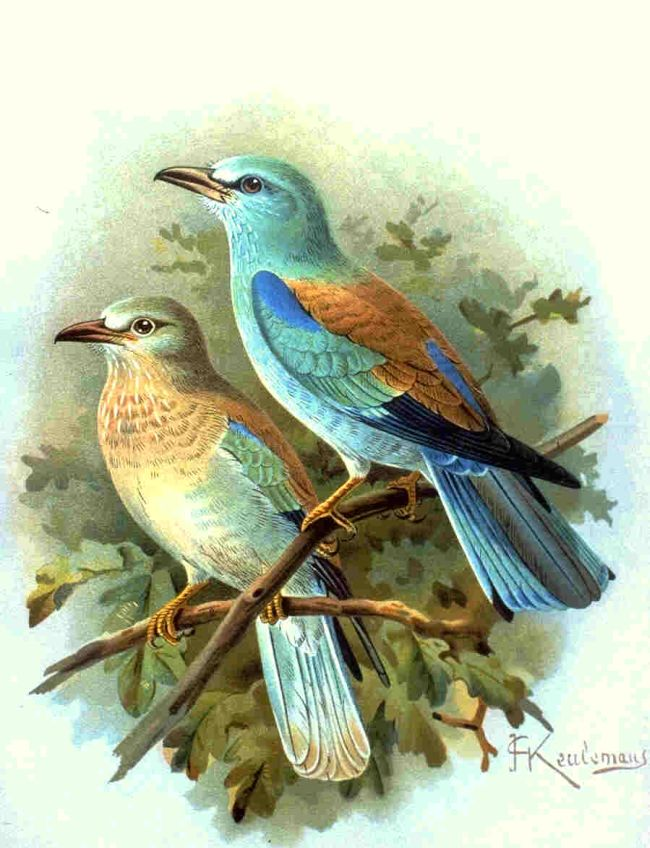
Ubarwienie kraski zmienia się wraz z uzyskaniem dojrzałości płciowej i porą roku

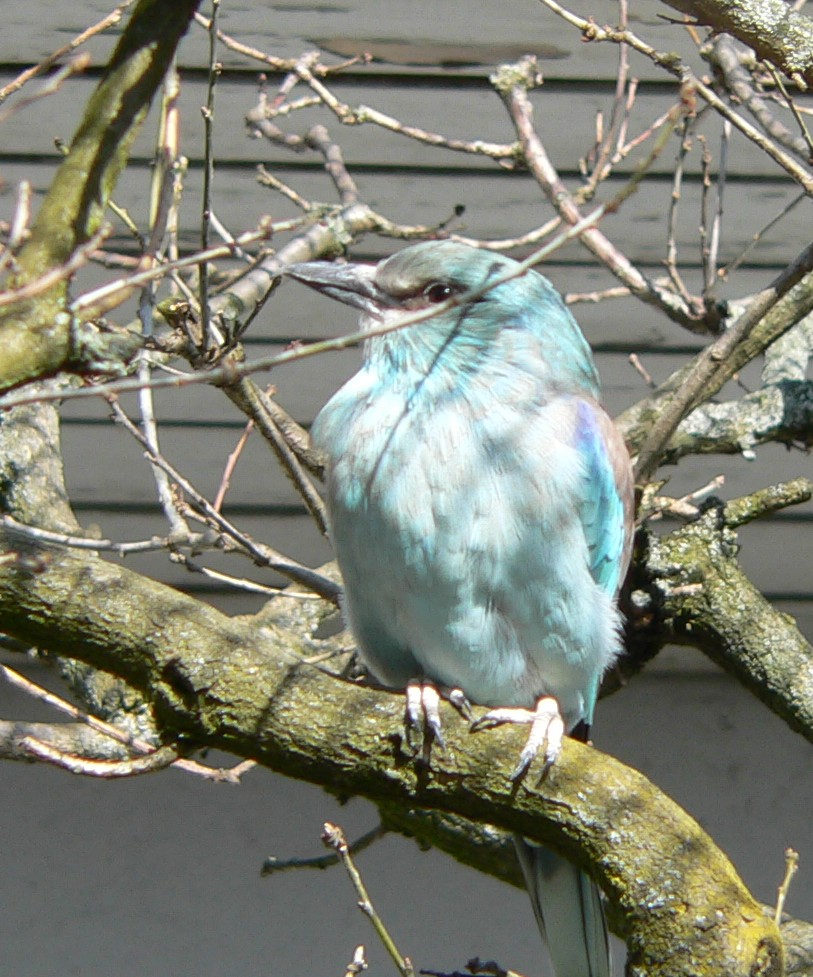
Kraska nie unika obecności człowieka

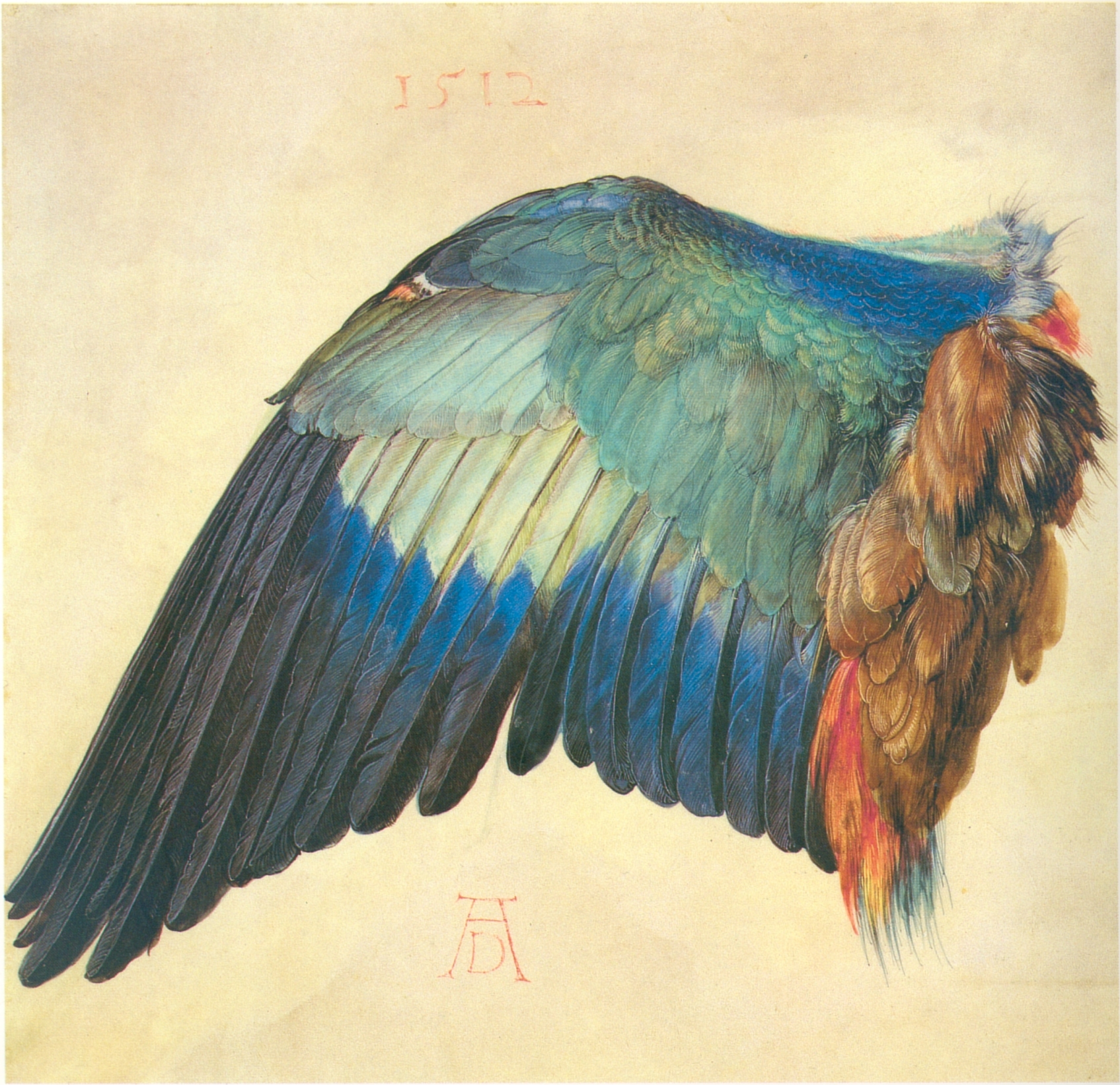
Niebieskie odcienie na skrzydle kraski

To jedyny przedstawiciel krasek występujący w Europie. Swoje południowe pochodzenie zaznacza kolorowym egzotycznym niebieskordzawym ubarwieniem. Brak różnic w upierzeniu samca i samicy, choć u obu płci zmienia się ono w trakcie poszczególnych pór roku. Ma krępą budowę i zaokrąglone skrzydła. Głowa i kark niebieskie z domieszką seledynu, spód niebieskoszary, grzbiet (płaszcz) i barkówki rdzawe lub brązowoczerwonawe, pokrywy skrzydłowe i podskrzydłowe niebieskie, lotki od góry czarne, od spodu szafirowe, sterówki od góry seledynowe, od spodu szafirowe. Skrajna para sterówek kilka milimetrów dłuższa – wystaje z obrysu końca ogona. Wiosną upierzenie jest jaśniejsze i ma intensywniejsze barwy niż jesienią, kiedy to kraski opuszczają miejsca lęgowe. Mają silny czarny dziób i żółtawe nogi. Młode są znacznie mniej kontrastowe, rzuca się w oczy brak koloru niebieskiego na głowie i tułowiu, choć przypominają dorosłe ptaki sylwetką i brązowym grzbietem. Ich pióra konturowe są jasnobiaławobrązowe i dopiero na zimowiskach nabierają jaskrawszych odcieni. Ptaki poniżej pierwszego roku życia odróżnia się od dorosłych po sterówkach. Starsze, dorosłe ptaki, mają na piórach ciemną plamę i są ostrzej zakończone.
Sposobem lotu przypomina grzywacza lub wronę. W powietrzu rzucają się w oczy jej intensywnie niebieskie, ciemno nakrapiane skrzydła i ciemny ogon z szerokim, turkusowym paskiem na końcu. Dojrzały ptak jest rozmiarów kawki lub sójki. Nietrudno ją zauważyć, bo często siada na wysoko wyniesionych punktach terenu, skąd obserwuje okolicę – na słupach, drutach itp. Nie jest to ptak płochliwy i nie przeszkadza mu obecność człowieka, może gniazdować na terenach zabudowanych i przy drogach o natężonym ruchu. Odzywa się szorstkim „rak rak”.

### Wymiary średnie
długość ciałaok. 32 cm
rozpiętość skrzydeł62–72 cm
masa ciałaok. 140–190 g

### Pożywienie
Dietę kraski stanowią przede wszystkim duże owady, głównie chrząszcze i prostoskrzydłe (świerszcze i pasikoniki). Zjada również dżdżownice, ślimaki, żaby, jaszczurki, małe węże i gryzonie.
Kraska poluje zwykle wykorzystując różnego rodzaju punkty obserwacyjne, tzw. czatownie, czyli suche czubki drzew, słupy, paliki, linie energetyczne. Jest gatunkiem wyspecjalizowanym w chwytaniu ofiar bezpośrednio na ziemi, choć czasem łapie też owady w powietrzu.

### Biotop
Skraje lasów typu parkowego w pobliżu pól i łąk, prześwietlone starodrzewy i otwarte ciepłe przestrzenie ze szpalerami pojedynczych grup drzew, gdzie mogą polować. Kraska gnieździ się tam, gdzie można znaleźć duże, obszerne dziuple, często na wysychających wierzbach, topolach, sosnach czy olchach. W Polsce widywana w łęgach i nadrzecznych olsach, terenach urozmaiconych w pastwiska, nieużytki i niewielkie zadrzewienia. Unika natomiast zwartych kompleksów leśnych.

### Okres lęgowy

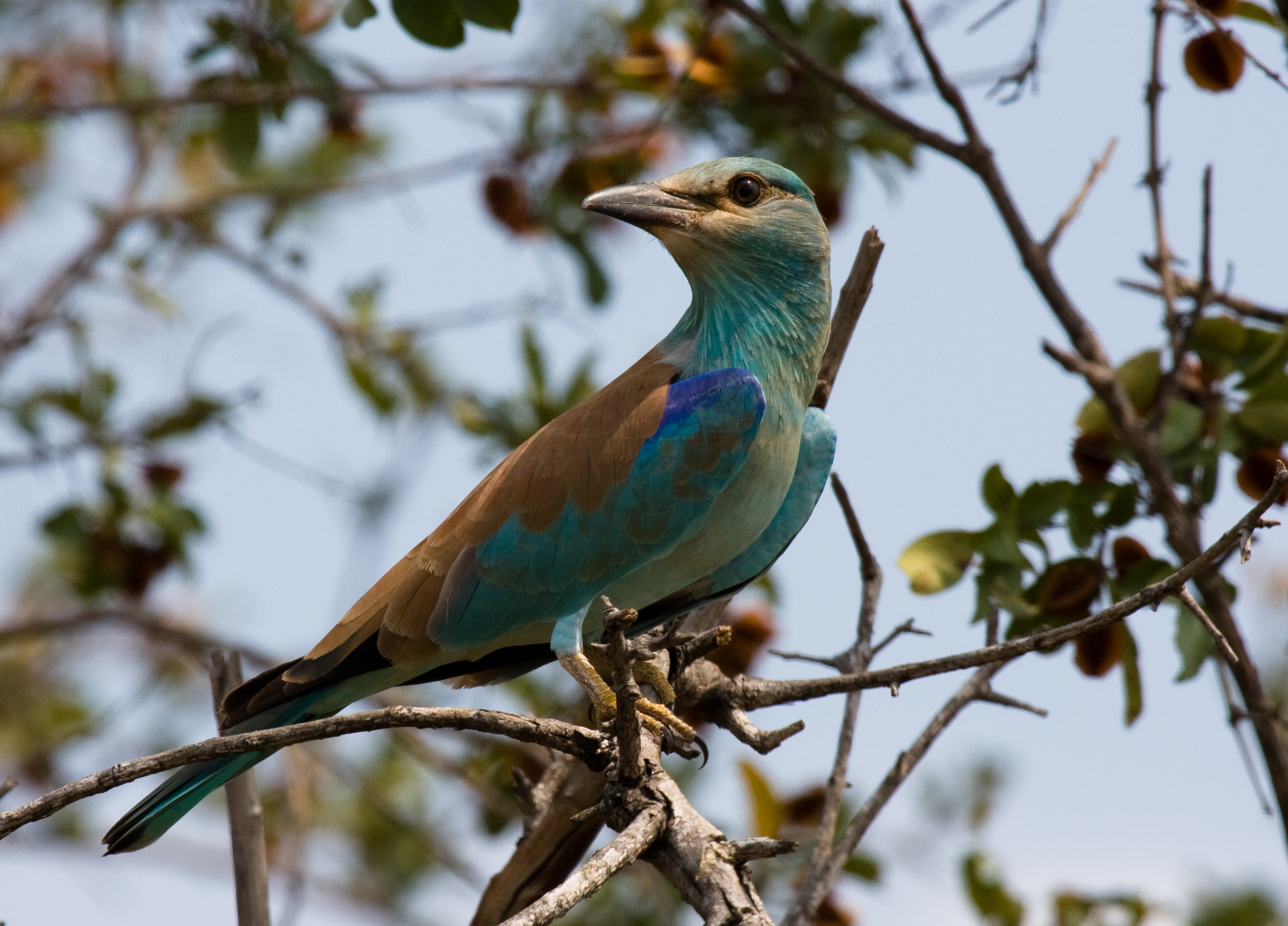
Kraski odbywają dalekie wędrówki. Południowa Afryka

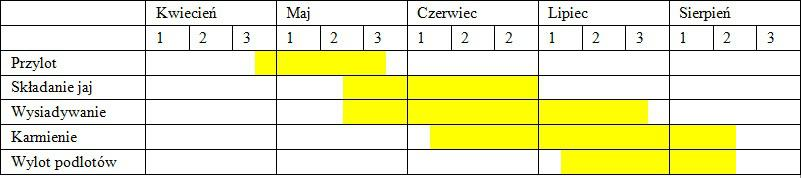
Fenologia kraski

### Toki
W okresie godowym głos samca można pomylić z krakaniem wrony siwej. Wydaje wtedy donośne „krrrak”.

### Gniazdo
Kraska to typowy dziuplak. W Polsce lęgnie się zazwyczaj w dziupli po dzięciole czarnym lub zielonym (do głębokości 0,5 metra) albo w budce lęgowej. Na południu preferuje nory wygrzebane w urwiskach i dziury w murach. Wyściółkę stanowią cienkie gałązki, suche trawy, siano, pierze i liście, a nawet bydlęce odchody, tak więc wygląd gniazda jest dość niedbały. Ptaki wracają z zimowisk do tych samych dziupli lub budek, jeśli nie są zajęte.

### Jaja

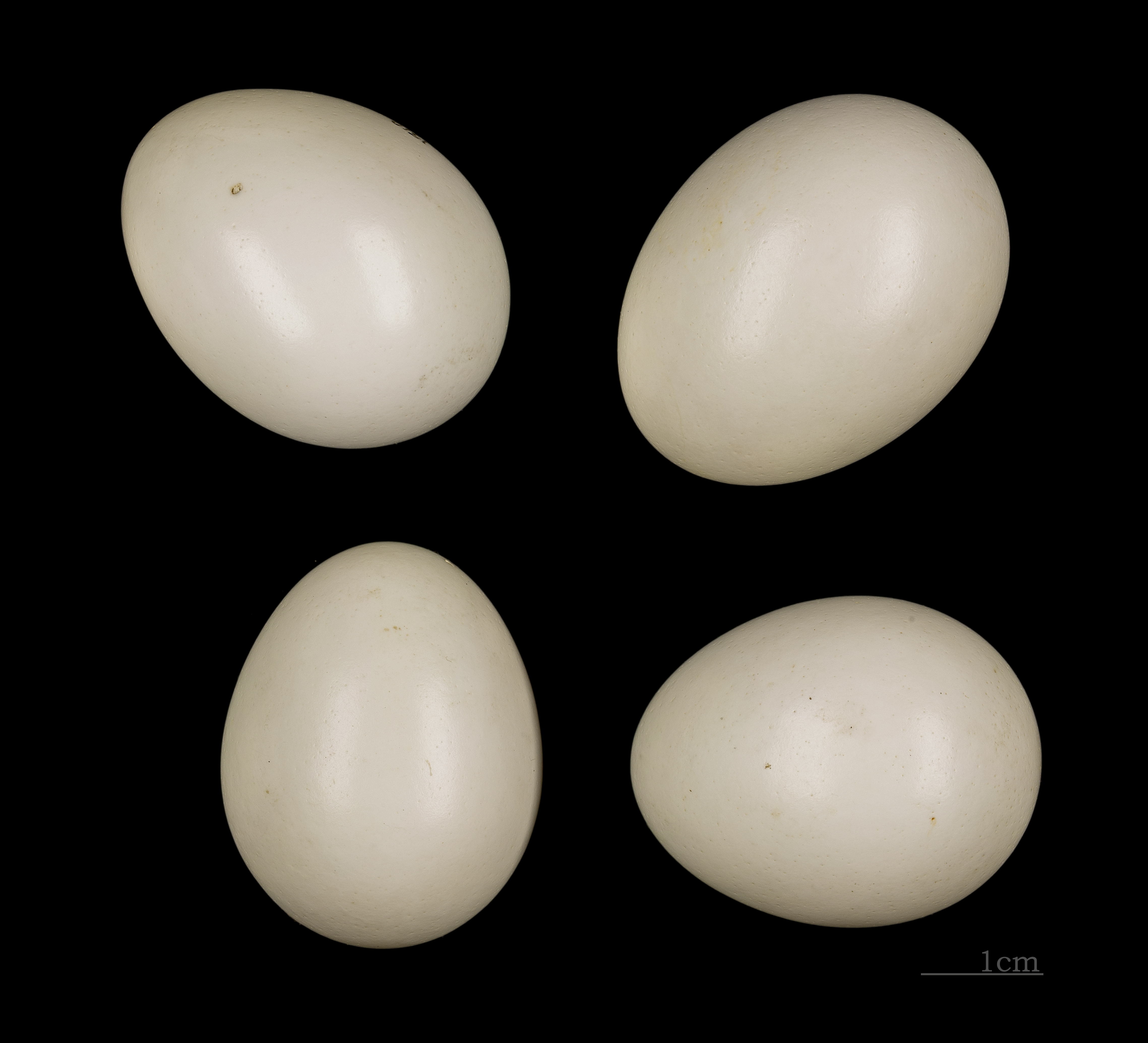
Jaja z kolekcji muzealnej

W ciągu roku wyprowadza jeden lęg, składając w maju–czerwcu 4 do 5 czysto białych, błyszczących jaj o jajowatym lub gruszkowym kształcie. Kraski tworzą monogamiczne pary.

### Wysiadywanie i pisklęta
Jaja wysiadywane są od zniesienia pierwszego przez okres 17 do 20 dni przez obydwoje rodziców (głównie przez samicę). Pisklęta, gniazdowniki, po wykluciu są nagie i ślepe. Część z nich ginie. Póki są w dziupli cały czas wydają charakterystyczne miaukliwe głosy. Rodzice karmią je wtedy pokarmem odpowiednim już do diety dorosłych opiekunów. Młode opuszczają gniazdo po około 28 dniach, choć mają nie w pełni rozwinięte skrzydła i nie są jeszcze lotne. Przez kolejne tygodnie znaleźć je można w pobliżu gniazda. W okresie odlotów można spotkać większe grupy krasek poza miejscami lęgowisk.

## Status i ochrona
Międzynarodowa Unia Ochrony Przyrody (IUCN) od 2015 roku uznaje kraskę za gatunek najmniejszej troski (LC – Least Concern); wcześniej, od 2005 roku klasyfikowano ją jako gatunek bliski zagrożenia (NT – Near Threatened), a od 1988 roku jako gatunek najmniejszej troski. Liczebność światowej populacji, obliczona w oparciu o szacunki organizacji BirdLife International dla Europy z 2015 roku, mieści się w przedziale 100–500 tysięcy dorosłych osobników. Globalny trend liczebności populacji uznawany jest za spadkowy. Gatunek ten jest na listach konwencji berneńskiej i bońskiej, a Dyrektywa Ptasia uznaje ją za gatunek szczególnej troski.
Na terenie Polski kraska jest objęta ścisłą ochroną gatunkową, wymaga ochrony czynnej. Uznano ją za gatunek krytycznie zagrożony (CR – Critically Endangered) na Czerwonej liście zwierząt ginących i zagrożonych oraz na późniejszej Czerwonej liście ptaków Polski.
Do najważniejszych przyczyn związanych z dużym spadkiem liczebności w zachodniej części Europy należą zmiany w krajobrazie rolniczym oraz niedobór odpowiednich drzew z dziuplami, które służą im do zakładania gniazd. Nie sprzyjają też jej: likwidacja zadrzewień śródpolnych i wycinanie starych, dziuplastych drzew, jak też środki ochrony roślin stosowane w rolnictwie. Głównymi formami ochrony kraski w celu zwiększenia jej liczebności w skali lokalnej są:
- wieszanie dużych budek lęgowych, chętnie przez nie zasiedlanych,
- pozostawianie drzew dziuplastych,
- zakładanie na pniach opasek antydrapieżnych,
- ochrona terenów lęgowych.